# Earth A.D.
Earth A.D., även känt som Earth A.D./Wolfs Blood, är ett album av horrorpunkbandet The Misfits, utgivet 1983. Det var det sista bandet spelade in innan de splittrades 1983, och det sista med sångaren Glenn Danzig som inte var med när bandet återförenades 1995.

## Låtlista
Samtliga låtar skrivna av Glenn Danzig.
1. "Earth A.D." - 2:09
2. "Queen Wasp" - 1:32
3. "Devilock" - 1:26
4. "Death Comes Ripping" - 1:53
5. "Green Hell" - 1:53
6. "Mommy, Can I Go Out & Kill Tonight" - 2:03
7. "Wolfs Blood" - 1:13
8. "Demonomania" - 0:45
9. "Bloodfeast" - 2:29
10. "Hellhound" - 1:16
11. "Die, Die My Darling" - 3:11
12. "We Bite" - 1:15

## Medlemmar
- Glenn Danzig, sång
- Jerry Only, bas
- Paul Caiafa, gitarr
- Robo, trummor